# امیر قطر
امیر قطر فرمانروا، رئیس دولت، همچنین فرمانده کل قوا و پاسدار قانون اساسی قطر است. امیر قدرتمندترین فرد در نظام سیاسی قطر است.
امرای قطر از خاندان آل ثانی هستند که اصالتاً به قبیله بنی تمیم، یکی از بزرگترین قبایل در شبه‌جزیره عربستان می‌رسند.
تمیم بن حمد بن خلیفه آل ثانی امیر کنونی قطر، از تاریخ ۲۵ ژوئن ۲۰۱۳ (۴ تیر ماه ۱۳۹۲) در این مسند قرار دارد.

## حاکم‌های قطر
|   | نام (تولد–مرگ)                      | تصویر | آغاز حکومت     | پایان حکومت                |
| - | ----------------------------------- | ----- | -------------- | -------------------------- |
| ۱ | محمد بن ثانی آل ثانی (۱۷۸۸–۱۸۷۸)    |       | ۱۸۴۷           | ۱۸ دسامبر ۱۸۷۸             |
| ۲ | جاسم بن محمد آل ثانی (۱۸۲۵–۱۹۱۳)    |       | ۱۸ دسامبر ۱۸۷۸ | ۱۷ ژوئیه ۱۹۱۳              |
| ۳ | عبدالله بن جاسم آل ثانی (۱۸۸۰–۱۹۵۷) |       | ۱۷ ژوئیه ۱۹۱۳  | ۲۰ اوت ۱۹۴۹ (واگذار کرد)   |
| ۴ | علی بن عبدالله آل ثانی (۱۸۹۵–۱۹۷۴)  |       | ۲۰ اوت ۱۹۴۹    | ۲۴ اکتبر ۱۹۶۰ (واگذار کرد) |
| ۵ | احمد بن علی آل ثانی (۱۹۲۲–۱۹۷۷)     |       | ۲۴ اکتبر ۱۹۶۰  | ۳ سپتامبر ۱۹۷۱             |

## امیران قطر
|   | نام (تولد–مرگ)                   | تصویر | آغاز حکومت     | پایان حکومت               |
| - | -------------------------------- | ----- | -------------- | ------------------------- |
| ۱ | احمد بن علی آل ثانی (۱۹۲۲–۱۹۷۷)  |       | ۳ سپتامبر ۱۹۷۱ | ۲۲ فوریه ۱۹۷۲ (برکنار شد) |
| ۲ | خلیفه بن حمد آل ثانی (۱۹۳۰–۲۰۱۶) |       | ۲۲ فوریه ۱۹۷۲  | ۲۷ ژوئن ۱۹۹۵ (برکنار شد)  |
| ۳ | حمد بن خلیفه آل ثانی (۱۹۵۲–)     |       | ۲۷ ژوئن ۱۹۹۵   | ۲۵ ژوئن ۲۰۱۳ (واگذار کرد) |
| ۴ | تمیم بن حمد آل ثانی (۱۹۸۰–)      |       | ۲۵ ژوئن ۲۰۱۳   | متصدی                     |

## شجره‌نامه
|                            |                            |                            |                            |                            |                            | محمد بن ثانی آل ثانی    |  |  |  |                        |                        |                        |                        |                        |                        |  |  |  |  |  |  |  |  |  |  |  |  |
|                            |                            |                            |                            |                            |                            |                         |  |  |  |                        |                        |                        |                        |                        |                        |  |  |  |  |  |  |  |  |  |  |  |  |
|                            |                            |                            |                            |                            |                            | جاسم بن محمد آل ثانی    |  |  |  |                        |                        |                        |                        |                        |                        |  |  |  |  |  |  |  |  |  |  |  |  |
|                            |                            |                            |                            |                            |                            |                         |  |  |  |                        |                        |                        |                        |                        |                        |  |  |  |  |  |  |  |  |  |  |  |  |
|                            |                            |                            |                            |                            |                            | عبدالله بن جاسم آل ثانی |  |  |  |                        |                        |                        |                        |                        |                        |  |  |  |  |  |  |  |  |  |  |  |  |
|                            |                            |                            |                            |                            |                            |                         |  |  |  |                        |                        |                        |                        |                        |                        |  |  |  |  |  |  |  |  |  |  |  |  |
|                            |                            |                            |                            |                            |                            |                         |  |  |  |                        |                        |                        |                        |                        |                        |  |  |  |  |  |  |  |  |  |  |  |  |
| علی بن عبدالله آل ثانی     | علی بن عبدالله آل ثانی     | علی بن عبدالله آل ثانی     | علی بن عبدالله آل ثانی     | علی بن عبدالله آل ثانی     | علی بن عبدالله آل ثانی     |                         |  |  |  | حمد بن عبدالله آل ثانی | حمد بن عبدالله آل ثانی | حمد بن عبدالله آل ثانی | حمد بن عبدالله آل ثانی | حمد بن عبدالله آل ثانی | حمد بن عبدالله آل ثانی |  |  |  |  |  |  |  |  |  |  |  |  |
| علی بن عبدالله آل ثانی     | علی بن عبدالله آل ثانی     | علی بن عبدالله آل ثانی     | علی بن عبدالله آل ثانی     | علی بن عبدالله آل ثانی     | علی بن عبدالله آل ثانی     |                         |  |  |  | حمد بن عبدالله آل ثانی | حمد بن عبدالله آل ثانی | حمد بن عبدالله آل ثانی | حمد بن عبدالله آل ثانی | حمد بن عبدالله آل ثانی | حمد بن عبدالله آل ثانی |  |  |  |  |  |  |  |  |  |  |  |  |
| احمد بن علی آل ثانی        | احمد بن علی آل ثانی        | احمد بن علی آل ثانی        | احمد بن علی آل ثانی        | احمد بن علی آل ثانی        | احمد بن علی آل ثانی        |                         |  |  |  | خلیفه بن حمد آل ثانی   | خلیفه بن حمد آل ثانی   | خلیفه بن حمد آل ثانی   | خلیفه بن حمد آل ثانی   | خلیفه بن حمد آل ثانی   | خلیفه بن حمد آل ثانی   |  |  |  |  |  |  |  |  |  |  |  |  |
| احمد بن علی آل ثانی        | احمد بن علی آل ثانی        | احمد بن علی آل ثانی        | احمد بن علی آل ثانی        | احمد بن علی آل ثانی        | احمد بن علی آل ثانی        |                         |  |  |  | خلیفه بن حمد آل ثانی   | خلیفه بن حمد آل ثانی   | خلیفه بن حمد آل ثانی   | خلیفه بن حمد آل ثانی   | خلیفه بن حمد آل ثانی   | خلیفه بن حمد آل ثانی   |  |  |  |  |  |  |  |  |  |  |  |  |
|                            |                            |                            |                            |                            |                            |                         |  |  |  |                        |                        |                        |                        |                        |                        |  |  |  |  |  |  |  |  |  |  |  |  |
| عبدالعزیز بن خلیفه آل ثانی | عبدالعزیز بن خلیفه آل ثانی | عبدالعزیز بن خلیفه آل ثانی | عبدالعزیز بن خلیفه آل ثانی | عبدالعزیز بن خلیفه آل ثانی | عبدالعزیز بن خلیفه آل ثانی |                         |  |  |  | حمد بن خلیفه آل ثانی   | حمد بن خلیفه آل ثانی   | حمد بن خلیفه آل ثانی   | حمد بن خلیفه آل ثانی   | حمد بن خلیفه آل ثانی   | حمد بن خلیفه آل ثانی   |  |  |  |  |  |  |  |  |  |  |  |  |
| عبدالعزیز بن خلیفه آل ثانی | عبدالعزیز بن خلیفه آل ثانی | عبدالعزیز بن خلیفه آل ثانی | عبدالعزیز بن خلیفه آل ثانی | عبدالعزیز بن خلیفه آل ثانی | عبدالعزیز بن خلیفه آل ثانی |                         |  |  |  | حمد بن خلیفه آل ثانی   | حمد بن خلیفه آل ثانی   | حمد بن خلیفه آل ثانی   | حمد بن خلیفه آل ثانی   | حمد بن خلیفه آل ثانی   | حمد بن خلیفه آل ثانی   |  |  |  |  |  |  |  |  |  |  |  |  |
|                            |                            |                            |                            |                            |                            |                         |  |  |  |                        |                        |                        |                        |                        |                        |  |  |  |  |  |  |  |  |  |  |  |  |
| عبدالله بن حمد آل ثانی     | عبدالله بن حمد آل ثانی     | عبدالله بن حمد آل ثانی     | عبدالله بن حمد آل ثانی     | عبدالله بن حمد آل ثانی     | عبدالله بن حمد آل ثانی     |                         |  |  |  | تمیم بن حمد آل ثانی    | تمیم بن حمد آل ثانی    | تمیم بن حمد آل ثانی    | تمیم بن حمد آل ثانی    | تمیم بن حمد آل ثانی    | تمیم بن حمد آل ثانی    |  |  |  |  |  |  |  |  |  |  |  |  |

## جانشینی
ترتیب جانشینی توسط خاندان ثانی معین می‌گردد. امیر پیشین قطر، شیخ حمد بن خلیفه آل ثانی، ابتدا شیخ جاسم، بزرگترین پسر از همسر دومش را به عنوان ولیعهد خود انتخاب کرد. اما پس از اینکه جاسم از حقش برای تاج و تخت صرف نظر کرد، شیخ حمد در ۸ اوت ۲۰۰۳ دومین پسر از همسر دومش، شیخ تمیم بن حمد بن خلیفه آل ثانی، را جانشین خود اعلام کرد.